# CINT
CINT — это интерпретатор командной строки для C/C++, включённый в объектно-ориентированный пакет анализа данных ROOT (CERN). Хотя он предназначался для использования с возможностями ROOT, CINT также может быть использован как отдельный компонент любой программы, требующей подобного интерпретатора.
Проект начат в 1991 году Masaharu Goto.
CINT — это такая же интерпретируемая версия C или C++ как и BeanShell для Java. В дополнение к языковому интерпретатору, он предоставляет некоторые возможности shell сходные с bash, например, историю и дополнение по Tab. Для реализации возможностей он использует поддержку reflection, встроенную в ROOT. Пользовательские классы, использующие этот интерфейс, могут также использовать описанную функциональность.
Языковой интерпретатор CINT фактически является гибридом между C и C++, поддерживающий, приблизительно, 95 % ANSI C и 85 % C++. Тем не менее, синтаксис более упрощён, нежели в самих языках. Например, оператор -> может быть заменён на . ценой опционального сообщения об ошибке. К тому же выражения в командной строке могут не оканчиваться на точку с запятой, несмотря на то, что это обязательное требование для макросов.